# 台湾草蜥
台湾草蜥（学名：Takydromus formosanus）为蜥蜴科草蜥属的爬行动物，俗名台灣蛇舅母、舅母蛇、狗母索，是台灣的特有物種。其种加词“formosanus”意为“台湾的”。分布于台灣本島，常見于次生林林緣草地或草原地區以及活動于草叢或灌叢中。

## 分布
台灣草蜥分布於台灣的西半部地區(北至苗栗縣南庄南至屏東縣來義)，且海拔不超過1500公尺的地區。该物种的模式产地在台灣中部、台南。

## 習性
在野外，台灣草蜥在日間有陽光的時候喜歡在草叢、灌叢或是在禾本科植物上穿梭活動，到夜間時，則會停在禾本科植物的葉片上，以細長的尾巴纏繞住葉片休息，在冬季時，則會躲在較為溫暖的地方休息，而不會到葉片上休息，以昆蟲為食。

## 外型與體態
臺灣草蜥的個體體長最長大約可達5公分，體型極為修長，其尾巴最長可達軀幹體長的3倍之多，且其尾巴有維持平衡和纏繞的功用，因此不會出現像壁虎、守宮科的蜥蜴容易自斷尾巴的現象。台灣草蜥的幼蜥頭部和背部的體色皆呈褐色，成體體側不具噴點狀色塊。具有16列尾鱗。在體色上，雌雄個體不具有顯著的差異。此外，台灣草蜥在台灣有兩個較為相近的亞種，分別為翠斑草蜥和鹿野草蜥，其特徵明顯分別為後兩者體側具有黃色或者是綠色的噴點狀斑!另外，翠斑草蜥分布於台灣北部一帶，而鹿野草蜥則分布在台灣東部一帶。

## 保护
本种于2023年被收录入《有重要生态、科学、社会价值的陆生野生动物名录》。